# Vozovna Hloubětín
Vozovna Hloubětín je jedna z osmi tramvajových vozoven provozovaných Dopravním podnikem hl. m. Prahy. Nachází se v Hloubětíně v jeho části patřící do městské části Praha 9.

## Historie a dnešní využití
Hloubětínská vozovna se nachází na severovýchodě města, ve čtvrti Hloubětín. V celé síti pražských tramvají je nejmladší – otevřena byla v roce 1951, přestože plány na její výstavbu existovaly již před druhou světovou válkou. Nahradila vozovnu Karlín a vozovnu Libeň. Střecha haly pro odstavování vozidel byla řešena jako tenkostěnná betonová skořepina s cílem uspořit nedostatkovou ocel. V období od dokončení vozovny do zprovoznění Ústředních dílen v Hostivaři musela zajišťovat opravy vozů typu T.
Původní vjezd do vozovny byl na jejím jihovýchodním rohu z Kbelské ulice. Tou procházela manipulační trať zpřístupňující vozovnu jak ze severu od nynější ulice Kolbenovy (tehdy Fučíkovy) a tehdejší smyčky Nový Hloubětín, tak i z jihu od ulice Poděbradské a smyčky Starý Hloubětín (tehdy nazývané jen Hloubětín). Pravidelné linky byly po této trati vedeny až po postavení trati na Lehovec v roce 1976. Kvůli využití Kbelské ulice pro silniční okruh byla trať roku 1986 přeložena do nynější polohy západně od vozovny a s ní byl přemístěn i vjezd do vozovny do jejího jihozápadního rohu.
Od konce 80. let 20. století jsou zde deponovány pražské tramvajové vozy KT8D5.
V roce 2013 došlo k průhybu konstrukce skořepinové střechy odstavné haly vozovny, po kterém Dopravní podnik problémová místa zajistil a začal monitorovat. Později bylo zjištěno, že stav střechy je na hranici životnosti, takže od 15. ledna 2018 se odstavná hala přestala používat. Část vozů byla následně odstavována v kolejové harfě vozovny a část byla dislokována v jiných vozovnách. V dubnu 2019 bylo uvedeno do provozu odstavné kolejiště v areálu Opravny tramvají a odtud byly dočasně hloubětínské vozy vypravovány.
Dne 24. srpna 2019 byla střešní konstrukce odstavné haly odstřelena, poté následovala demolice celé stavby. Od listopadu 2020 do října 2021 proběhla stavba energocentra a měnírny. Smlouvu na vybudování odstavné haly podepsal Dopravní podnik v červnu 2022 se sdružením firem VCES a Chládek a Tintěra. Stavba začala v září 2022, dokončení bylo plánováno na druhou polovinu roku 2024. Zakázka na stavbu vozovny byla od konce července 2019 v šetření Národní centrály proti organizovanému zločinu kvůli podezření ze spáchání trestného činu, které ale bylo roku 2021 ukončeno. K dokončení stavby nové odstavné haly o 22 kolejích pro 61 článkových tramvají délky 32 metrů (ekvivalent typu Škoda 15T), modernizace stávající haly denního ošetření a venkovních ploch došlo na jaře 2025. Zrekonstruovaná vozovna byla slavnostně otevřena 21. března 2025.
Vozovna vypravuje 31 vozů Tatra KT8D5R.N2P, všechny provozní vozy Tatra T3M.2-DVC (18 kusů), 16 vozů Tatra T3R.PLF, 73 vozů Tatra T3R.P a část cvičných vozů. V roce 2025 zde mají být deponovány vozy Škoda 52T.